# Hylandia dockrillii
Hylandia dockrillii ist die einzige Art der Pflanzengattung Hylandia innerhalb der Familie der Wolfsmilchgewächse (Euphorbiaceae). Sie kommt im australischen Regenwald vor und dort verwendet man den englischsprachigen Trivialname Blushwood Tree.

## Beschreibung

### Erscheinungsbild und Blatt
Hylandia dockrillii wächst als Baum und erreicht Wuchshöhen von bis zu 25 Metern. Die Borke ist dunkelbraun. Die Zweige sind biegsam, aber schwierig zu brechen. Bei frisch geschnittenen Zweigen tritt klebriger Milchsaft aus. Das Mark älterer Zweige ist rot. Während sich die ersten Laubblätter entwickeln ist die Sprossachse verdickt sowie etwas flaschenförmig an der Bodenoberfläche und kurz darunter.
Die Laubblätter sind in Blattstiel und Blattspreite gegliedert. Der Blattstiel ist im oberen Bereich behaart. Ab dem zehnten Laubblatt sind die einfachen Blattspreiten bei einer Länge von 8 bis 20 Zentimetern sowie einer Breite von 3,5 bis 9,5 Zentimetern verkehrt-eiförmig mit keilförmiger Spreitenbasis und zugespitztem oberen Ende. Die Mittelrippe und die Hauptseitennerven sind auf der Blattoberseite erhaben. Oft sind ein oder zwei erhabene Drüsen am Übergang von Blattspreite zu Blattstiel auf der Blattoberseite vorhanden. Die früh abfallenden Nebenblätter sind relativ klein, dreieckig und behaart.

### Blüte, Frucht und Samen
Die eingeschlechtigen Blüten besitzen eine doppelte Blütenhülle. Die Blütenhülle ist außen rostfarben flaumig behaart. Die Kelchblätter sind 7 bis 8 Millimeter lang. Die Kronblätter sind 10 bis 12 Millimeter lang. Der Diskus besteht aus fünf kugeligen Drüsen. Der Fruchtknoten ist dicht behaart. Die Narbe ist mehr oder weniger blattartig.
Die bis zur Reife rostfarben behaarte Frucht ist bei einer Länge von 20 bis 30 Millimetern und einem Durchmesser von 35 bis 45 Millimetern kugelig, oben sowie seitlich abgeflacht, mehr oder weniger zweilappig und längsgerippt. Die Samen sind bei einem Durchmesser von 12 bis 15 Millimetern mehr oder weniger kugelig. Die 1 bis 1,5 Millimeter dicke Samenschale (Testa) ist hart und hornartig. Die Samen werden von in Australien heimischen Ratten gefressen.

## Vorkommen
Hylandia dockrillii ist ein Endemit des nordöstlichen Queensland. Er gedeiht in Höhenlagen von 400 bis 1100 Metern im gut entwickelten tropischen Regenwald auf unterschiedlichen Standorten.

## Systematik
Die Erstbeschreibung von Hylandia dockrillii erfolgte 1974 durch Herbert Kenneth Airy Shaw in Notes on Malesian and Other Asiatic Euphorbiaceae. in Kew Bulletin, Volume 29, Issue 2, S. 329; dabei wurde auch die Gattung Hylandia aufgestellt. Der Gattungsname Hylandia ehrt den australischen Botaniker Bernard 'Bernie' Patrick Matthew Hyland (* 1937).
Hylandia dockrillii ist die einzige Art der monotypischen Gattung Hylandia. Die Gattung Hylandia gehört zur Tribus Codiaeeae in der Unterfamilie Crotonoideae innerhalb der Familie Euphorbiaceae.